# دن براون
دانیل «دن» براون (به انگلیسی: Daniel Brown)؛ (زاده ۲۲ ژوئن ۱۹۶۴) نویسنده آمریکایی کتاب‌های ژانر پرهیجان است که برای کتاب جنجالی و پرفروش خود «رمز داوینچی» در سال ۲۰۰۳ میلادی به شهرت زیادی در سراسر جهان رسید.

## کودکی
براون در اکسیتر، نیوهمپشایر زاده و بزرگ شده است. او بزرگ‌ترین فرزند خانواده براون است. مادر او، کانستنس (کُنی) یک نوازنده حرفه‌ای بود که در کلیسا، ارگ می‌نواخت. پدر او، ریچارد جی براون یک معلم ریاضی برجسته بود که از سال ۱۹۶۲ تا ۱۹۷۸ در دبیرستان آکادمی فیلیپس اکستر تا دوران بازنشستگی تدریس می‌کرد.
آکادمی فیلیپس اکستر یک دبیرستان شبانه‌روزی است که معلمان جدید باید مدتی را در محل دبیرستان زندگی می‌کردند بنابراین براون و برادران و خواهرانش از نظر ادبیات پیشرفت زیادی کردند. تلویزیونی درکار نبود و اکثر افراد مسیحی بودند. براون در روزهای یکشنبه در گروه آواز کلیسا حضور داشت و در کمپ‌های آن نیز شرکت داشت.

## نویسندگی
او تابحال در مورد این‌که مسیحی است یا آتئیست، اظهار نظری نکرده است. براون نویسنده جنجالی و محبوب آمریکایی این روزها دست روی جنجالی‌ترین مسئله گذاشته است، مذهب. بسیاری از شخصیت‌های محبوب و برتر دنیا همچون مل گیبسون، دن براون، ژان پل دوم و… همگی به طریقی با مذهب گره خورده‌اند، حالا چه در قبول و چه در رد آن.
شاید اگر دن براون تنها در این رمان یک معمای پلیسی و تاریخی را مطرح می‌کرد، هرگز به این فروش دست نمی‌یافت و حالا صدرنشین جدول فروش نبود. او همه را سحر کرده است، براون در «رمز داوینچی» تاریخ و مسیحیت را رمزشناسی می‌کند و دست روی باورهای دینی گذاشته است.
دن براون به شدت اصرار دارد این رمان را مبنی بر واقعیت مطرح کند و در کتیبه کتاب هم به این مسئله اشاره کرده و نوشته است: «همه شرح جزئیات آثار هنری و معماری و مذهبی مبتنی بر اسناد واقعی است و داستان بر اساس رگه‌هایی از واقعیت به‌این نقطه رسیده است.»
البته از میان اساتید نشانه‌شناسی و تاریخ شناسان کسی صحت حرف‌های دن براون را رد نکرده است، البته تأییدی هم صورت نگرفته است. جان میلیچ استاد دانشگاه آریزونا معتقد است: هر آدمی نیاز دارد گاهی وقت‌ها دست روی باورهای مذهبی‌اش بگذارد. بد نیست که یک‌وقت‌هایی فکر کنیم اگر مسیح زنده بود، الآن بچه داشت یا نه، چه شبکه تلویزیونی را دوست داشت، سوار چه ماشینی می‌شد و دن براون در این رمان به شکل دیگری از این باورها سود جسته است.»
تنها کسانی که تا امروز به شدت با محتوای این کتاب مخالفت کرده‌اند، پاپ ژان پل دوم و مجمع کاردینال‌های کاتولیک بودند و پاپ مرحوم به‌حدی از این ماجرا ناراحت بود که دن براون و رمز داوینچی را تکفیر کرد و اطرافیان او هم سعی کردند حرفی از فروش سرسام‌آور این کتاب در واتیکان و ایتالیا نزنند.
حالا هم که جهان کاتولیک به نوعی بی سرپرست شده است و اعضای کاردینال حوصله جنجال را ندارند، براون تصمیم گرفته است ادامه برای این کتاب بنویسد.
براون معتقد است: «من قهرمان رمان‌های قبلی‌ام را دوباره زنده کرده‌ام، تاریخ‌شناسی که عاشق معماهای تاریخی است. من نمی‌خواهم کسی را بازی دهم، باید این کتاب را باور کرد تا با پیچیدگی‌هایش کنار آمد.
من همیشه عاشق آثار داوینچی بودم، به نظرم او جزو عجیب‌ترین هنرمندان جهان است. به‌قول فروید؛ داوینچی خیلی زود به‌دنیا آمده بود. از سوی دیگر تابلوی مونالیزا خودش بزرگ‌ترین ابهام است. داستان از آنجایی آغاز می‌شود که رابرت لانگدون استاد نشانه‌شناسی دانشگاه هاروارد، دیروقت به پاریس می‌رسد و یک پیغام رمزگونه دریافت می‌کند که به نوعی با جام مقدس در ارتباط است. رئیس موزه لوور به قتل رسیده است و در کنار نعش او با خونش ردیف رمزهایی به جا مانده است که نشان از یک پیام سری دارد.
«لنگدان» و پلیس بخش رمزشناسی «سوفی» سر از موزه لوور درمی‌آورند و شروع به رمزگشایی این نشانه‌ها می‌کنند و در کمال حیرت در می‌یابند که این علائم آن‌ها را به آثار داوینچی می‌رساند. داستان پیش می‌رود و تاریخ‌شناس داستان متوجه می‌شود مقتول به فرقه مذهبی سری وابسته است.
فرقه مذهبی که سال‌هاست به‌طور پنهانی فعالیت می‌کند و همه چیز به رازی در محل جام مقدس مربوط می‌شود.
همه این‌هاست که داستان را پرپیچ و خم و جذاب‌تر جلوه می‌دهد. دن براون خواننده را به سمت و سوی فرقه رومن کاتولیک می‌رساند که حقیقت مهمی را لاپوشانی کرده‌اند.
«نویسنده برای نمک بیشتر داستان زن و مرد محقق را هم جزو مظنونین قرار می‌دهد و درست در روزهایی که آن‌ها سراسر اروپا را زیر پا می‌گذارند تا رمز را بگشایند و به نوعی حقیقت را دریابند و در عین حال تحت تعقیب پلیس هستند و از سوی دیگر اعضای فرقه رومن کاتولیک هم در صدد قتل این دو هستند.»
دون براون پرده از رازی برداشته است که سال‌ها به شکل شایعه در میان تاریخ شناسان مطرح بود، اما هیچ‌کس نمی‌توانست پرده از این راز بردارد.
براون جزو آن دسته از نویسندگانی است که به ادبیات پلیسی نگاهی تازه دارد. ادبیاتی مبتنی بر روان‌شناسی که در عین حال به تاریخ هم تکیه می‌زند و پر است از رگ و ریشه‌های پلیسی که به سنتهای glodew age هم پایبند است. براون جزو آن دسته از آدم‌های خارق‌العاده‌ای است که ترتیب عجیب و غریبی شده‌اند. پدرش ریاضیدان و نوازنده بود، حتی سر میز غذا هم دست از حل معما برنمی‌داشت. براون از معلمی شروع کرد، اما بالاخره یک روز تصمیم گرفت رمانی اینترنتی منتشر کند. سال ۱۹۹۶ قلعه دیجیتالی او پرمخاطب‌ترین رمان اینترنتی در آمریکا شد. او در رمان فرشتگان و شیاطین هم به کشمکش علم در برابر مذهب می‌پردازد و حکایت ماجراهایی است که میان یک آزمایشگاه فیزیک در سوئیس و شهر واتیکان اتفاق می‌افتد.
هیچ‌کس نمی‌تواند منکر این قضیه باشد که «دن براون» ضد کاتولیک است و حسابی ذره بین اش را روی واتیکان تیز کرده است.
او در تمام آثارش به مستندات تاریخی تکیه می‌زند و هیچ وقت فکر این ماجرا نیست که عاشق ادبیات پلیسی است.
او در این اثر ضد کاتولیک، از داوینچی هم سود می‌جوید و او را هم همراه خودش می‌کند. در بخشی از داستان، دن سراغ دیری مخفی که در واقع یک محفل سری است، می‌رود. براون وقایع عجیب و غریب این دیر را که آدم‌های معروفی مثل «سر آیزاک نیوتن»، «ویکتور هوگو» و «لئوناردو دا وینچی» در آن رفت‌وآمد دارند را دستمایه این کتاب می‌کند. او در این بخش به اسنادی تکیه می‌کند که در سال ۱۹۷۵ از کتابخانه ملی فرانسه کشف شده بود.
«رمز داوینچی» رمان آسانی نیست، نثری سنگین و متفاوت که به پیچیدگی داستان می‌افزاید، با این حال خواننده از این اثر نمی‌رمد. دن براون دست روی دعوای تاریخی حقوق زن و مرد می‌گذارد. او در این کتاب به خواننده القا می‌کند که کلیسای کاتولیک نقش زنان را در مسیحیت نادیده گرفته است.
به هر حال همه متفق‌القول هستند که این کتاب از کلاسیک‌های روزگار نو محسوب می‌شود. کتاب با همه پیچیدگی‌هایی که دارد، یکی از ظریف‌ترین داستان‌های معمایی محسوب می‌شود.
چارلز وکس معتقد است: «این کتاب ترکیبی از تاریخ، هیجان است. بی جهت نیست که این کتاب در مدت زمان کوتاهی به چنین فروشی دست پیدا کرد، این کتاب راز یک قتل است.
پیرنگ داستان طوری است که تا به آخر خواننده را با خود می‌کشد. اما مشکل عمده این کتاب از آنجا سرچشمه می‌گیرد که دن براون حقایق را به شکل کلی مطرح می‌کند و بعد هم سرنخ‌های کوچکی را که در جای جای داستان قرار داده، به هم گره می‌زند.»
جالب‌ترین نکته دربارهٔ رمز داوینچی این است که تاریخ نگاران دچار شک و تردید شده‌اند، روشنفکران آن را انفجار می‌دانند و کلیسا خود را به آب و آتش می‌زند تا آن را نفی کند. شاید هیچ اثر دیگری نمی‌توانست این سه گروه را به این شکل به هم نزدیک کند. ماجرا وقتی بغرنج تر شد که دن براون تصمیم گرفت قسمت دوم ماجرا را به «پاپ ژان پل دوم» گره بزند.
دن براون در اولین هفته فروشش با کسب موفقیت شماره یک در فهرست پرفروش ترین‌های نیویورک تایمز قرار گرفت.
از سال ۲۰۰۴ انتشارات رندوم هاوس با اجازه دن براون با شرکت فیلم‌سازی کلمبیا وارد مذاکره شده است، تا فیلمی با حضور تام هنکس بر اساس رمان رمز داوینچی ساخته شود.
رندوم هاوس در بیلبوردهایش نوشته است: «اگر به تجرد مسیح معتقدید، سراغ کتاب رمز داوینچی نروید، در غیر این صورت همه چیز به پای خودتان است.»

## حضور در سینما
۱- رمز داوینچی (۲۰۰۶) فیلم رمز داوینچی
در سال ۲۰۰۶ فیلم سینمایی رمز داوینچی با بازی تام هنکس و به کارگردانی ران هوارد به روی پرده سینماها رفت. این فیلم بسیار مورد توجه قرار گرفت و در فستیوال کن همان سال پذیرفته شد. هر چند از نظر سینمایی مورد توجه منتقدان قرار نگرفت و در وبسایت IMDB هم امتیاز ۶٫۵ از ۱۰ را کسب کرد، اما با بودجه ۱۲۵ میلیون دلاری بیش از ۷۵۸ میلیون دلار فروش داشت تا جزء ۵ فیلم پرفروش سال ۲۰۰۶ جهان باشد.
دن براون به عنوان تهیه‌کننده اجرایی در کنار تولیدکنندگان این فیلم حضور داشت و حتی قطعه موسیقی از ساخته‌های خودش نیز، در کنار موسیقی متن فیلم استفاده شد.
دن بران و همسرش در پشت صحنه فیلمبرداری رمز داوینچی حضور داشتند و در صحنه‌ای از فیلم (در سکانس امضای کتاب) دیده می‌شوند.
۲- فرشتگان و شیاطین (۲۰۰۹) فیلم فرشتگان و شیاطین
پس از موفقیت فوق‌العاده فیلم رمز داوینچی، فرشتگان و شیاطین هم با بازی تام هنکس و کارگردانی ران هوارد، در ۱۵ می ۲۰۰۹ به روی پرده سینما رفت. این فیلم از دیدگاه منتقدین فقط کمی بهتر از رمز داوینچی ارزیابی شد و یک شاهکار سینمایی به حساب نیامد. (امتیاز ۶٫۷ از ۱۰ در IMDB) اما در گیشه موفقیت دیگری را رقم زد و با بودجه‌ای نزدیک به ۱۵۰ میلیون دلار، بیش از ۴۸۰ میلیون دلار فروش داشت.
۳- نماد گمشده فیلم نماد گمشده
نوشتن فیلم‌نامه این اثر توسط دنی استرانگ (برنده جوایز گلدن گلاب و امی) در سال ۲۰۱۳ آغاز شد، و هنوز ساخته نشده!
۴- دوزخ inferno
در سال ۲۰۱۶ اکران شد

## آثار
رمان‌های مستقل:
1. قلعه دیجیتال (۱۹۹۸) Digital Fortress
2. نقطه فریب (۲۰۰۱) Deception Point
3. سمفونی وحش (۲۰۲۰) Wild Symphony کتاب مصور برای کودکان

مجموعه رمان پروفسور رابرت لنگدن:
1. فرشتگان و شیاطین (۲۰۰۰) Angels and Demons
2. رمز داوینچی (۲۰۰۳) The DaVinci Code
3. نماد گم‌شده (۲۰۰۹) The Lost Symbol
4. دوزخ (۲۰۱۳) Inferno
5. پیدایش (منشأ) (۲۰۱۷) origin[۲]